# Роман, Алексей Петрович
Алексей Петрович Роман (2 июня 1922, Ковалин, Киевская губерния — 16 ноября 1995, Черкассы) — в Великой Отечественной войне — командир роты 12-го танкового полка 25-й гвардейской механизированной бригады 7-го гвардейского механизированного корпуса 1-го Украинского фронта, гвардии, старший лейтенант. Герой Советского Союза (10.04.1945). Генерал-майор танковых войск (23.02.1967).

## Биография
Родился 2 июня 1922 года в селе Ковалин ныне Переяслав-Хмельницкого района Киевской области. Украинец. Член КПСС с 1943 года. По окончании средней школы поступил в Переяслав-Хмельницкий педагогический техникум, который окончил в 1941 году.
В июне 1941 года призван в ряды Красной Армии и направлен в Харьковское бронетанковое училище. Окончив его, стал командиром танкового взвода 7-го гвардейского механизированного корпуса. Участвовал в боях Великой Отечественной войны с октября 1942 года.

### Форсирование реки Одер и захват плацдарма.

#### Ход
В феврале 1945 года, сметая со своего пути артиллерийские заслоны и засады немецких пехотинцев, танкисты 7-го гвардейского механизированного Нежинско-Кузбассовского корпуса стремительно продвигались на запад. Командир батальона получил приказ: «Одер форсировать с ходу». Было решено первой послать роту старшего лейтенанта А. П. Романа. Опыта у него было больше, чем у других, т.к. раннее он форсировал Десну, Днепр, Вислу. 
Ночью танкисты роты А. П. Романа начали бой за переправу, а на рассвете старший лейтенант доложил, что Одер форсирован и плацдарм захвачен. Вслед за танкистами на левый берег переправились пехотинцы. Не успев окопаться, они попали под контратаку войск Вермахта. Советские артиллеристы и пехотинцы открыли ответный огонь. Канонада не стихала, вражеские батареи перенесли огонь на переправу. В небе загудели самолёты. Вермахт пошёл во вторую контратаку. В жаркой схватке и этот натиск был отбит. Солдаты Вермахта весь день не прекращали атаки. До позднего вечера отражали танкисты натиск врага. В тревоге прошла ночь. Перевязали и переправили в тыл раненых, пополнили боекомплект.
С наступлением рассвета советские артиллеристы открыли огонь по противнику. В небе появились советские штурмовики. К берегу плыли паромы, десятки лодок, плотов: части фронта начали переправу. Солдаты Вермахта уже не смогли помешать переправе советских войск. После залпов советской артиллерии умолкли их батареи. Переправившиеся на западный берег подразделения сразу же заняли исходное положение для наступления. Вспыхнули ракеты, и над Одером эхом разнеслось русское «Ура». Преследуя отступавших гитлеровцев, танкисты роты А. П. Романа приближались к населённому пункту. 
Дозорный доложил, что к Одеру движется автоколонна противника. А. П. Роман приказал пропустить колонну и приготовиться к атаке. Ничего не подозревая, солдаты Вермахта продолжали марш. Их машины вытягивались на открытое шоссе. По приказу А. П. Романа танковые войска атаковали автоколонну, посеяв панику среди врага. Командир роты лично уничтожил залповым огнём и гусеницами 3 самоходки и две пушки. Разгромив колонну, танки вышли в тыл врага. 
14 февраля 1945 года бой за расширение плацдарма разгорался всё сильнее. Рейх упорно контратаковал. У железнодорожной насыпи показались немецкие пехотинцы. Отражая их атаку, артиллеристы не видели вражеских танков, которые появились на опушке рощи, и не открывая огня приближались к огневым позициям артиллерии. Старший лейтенант А. П. Роман заметил эту угрозу и решил ударить по противнику с фланга. Он первым проскочил на своём танке через железнодорожный переезд и оказался в тылу врага. На предельных скоростях неслись вслед за ним остальные машины. Расчёт командира роты оказался верным. В первые минуты были подбиты три вражеских танка, затем ещё два. Войска вермахта двинулись в лобовую атаку. А. П. Роман повёл свои танки навстречу. И немецкие войска не выдержали натиска.

#### Итог
Указом Президиума Верховного Совета СССР от 10 апреля 1945 года за смелые и решительные действия в составе передового отряда при форсировании реки Одер и захвате плацдарма, мужество и отвагу при отражении контратак в районе города Бреслау гвардии старшему лейтенанту Алексею Петровичу Роману присвоено звание Героя Советского Союза с вручением ордена Ленина и медали «Золотая Звезда».

### После войны
После окончания Великой Отечественной войны А. П. Роман окончил Военную академию бронетанковых войск, стал генерал-майором. Командовал 41-й гвардейской танковой дивизией. С 1970 года находился в запасе.
Жил в городе Черкассы. Умер 16 ноября 1995 года. Похоронен в Черкассах.

## Награды
- Орден Ленина.

- Два ордена Отечественной войны 1-й степени.
- Орден Отечественной войны 2-й степеней.
- Два ордена Красной Звезды.
- Медали.
- Именем Героя названа улица в Черкассах.